# Campionato del mediterraneo di scherma 2009
Il Campionato del mediterraneo di scherma del 2009 (2009 Mediterranean Fencing Championships) è stato organizzato dalla Confederazione europea di scherma e si è svolto a Loures in Portogallo.
Nella categoria "juniores" del fioretto, si sono aggiudicati i titoli di campione e campionessa del mediterraneo l'italiano Michele Caporizzi, che ha battuto in finale il turco Tevfik Burak Babaoglu, e l'italiana Francesca Palumbo, che ha avuto la meglio sul la connazionale Martina Sinigalia. Nella categoria "cadetti" del fioretto hanno trionfato l'italiano Michele Caporizzi, che ha sconfitto in finale il francese Maxime Pauty, e l'italiana Francesca Palumbo, che ha battuto all'ultimo incontro la francese Pauline Ranvier.
Nella spada il neo-campione e la neo campionessa "juniores" sono stati l'italiano Andrea Santarelli, che ha battuto in finale il turco Mert Uzunay, e la tunisina Azza Besbes, che ha superato l'italiana Camilla Batini. Nella categoria "cadetti" hanno vinto il francese Axaire, che ha battuto in finale l'italiano Andrea Santarelli, e l'italiana Camilla Batini, che ha sconfitto la francese Auriane Mallo.
Infine, nella competizione di sciabola della categoria "juniores", hanno trionfato il turco Hakan Yildirim, superando l'iberico Rodriguez, e l'italiana Sofia Ciaraglia, che ha sconfitto la tunisina Amira Ben Chaabane. Nella sciabola "cadetti" hanno vinto il titolo mediterraneo, l'italiano Enrico Berrè, che ha sconfitto l'iberico Rodriguez, e l'italiana Caterina Navarria, che ha battuto la francese Kenza Boudad.

## Podi

### Juniores

#### Uomini
| Specialità  | Oro               | Argento               | Bronzo                            |
| Individuali |                   |                       |                                   |
| Fioretto    | Michele Caporizzi | Tevfik Burak Babaoglu | Pedro Macedo Alvaro Noite         |
| Spada       | Andrea Santarelli | Mert Uzunay           | Francisco Bourbon Nuno Milharadas |
| Sciabola    | Hakan Yildirim    | Rodriguez             | Amine Akkari Enrico Berrè         |

#### Donne
| Specialità  | Oro               | Argento            | Bronzo                            |
| Individuali |                   |                    |                                   |
| Fioretto    | Francesca Palumbo | Martina Sinigalia  | Haifa Jabri Korkmaz               |
| Spada       | Azza Besbes       | Camilla Batini     | Isabella Signani Topic            |
| Sciabola    | Sofia Ciaraglia   | Amira Ben Chaabane | Caterina Navarria Tugce Simay Koc |

### Cadetti

#### Uomini
| Specialità  | Oro               | Argento           | Bronzo                              |
| Individuali |                   |                   |                                     |
| Fioretto    | Michele Caporizzi | Maxime Pauty      | Lorenzo Francella Antonio Rodrigues |
| Spada       | Axaire            | Andrea Santarelli | Andrea Cambursano Oliveira          |
| Sciabola    | Enrico Berrè      | Rodriguez         | Fabien Ballorca Nicola De Meo       |

#### Donne
| Specialità  | Oro               | Argento         | Bronzo                           |
| Individuali |                   |                 |                                  |
| Fioretto    | Francesca Palumbo | Pauline Ranvier | Lucilia Mendes Martina Sinigalia |
| Spada       | Camilla Batini    | Auriane Mallo   | Lotus Tuzun Isabella Signani     |
| Sciabola    | Caterina Navarria | Kenza Boudad    | Sofia Ciaraglia Centintas        |

## Medagliere
| Pos.   | Nazione | Oro | Argento | Bronzo | Totale |
| ------ | ------- | --- | ------- | ------ | ------ |
| 1      | Italia  | 9   | 3       | 9      | 21     |
| 2      | Francia | 1   | 4       | 1      | 6      |
| 3      | Turchia | 1   | 2       | 4      | 7      |
| 4      | Tunisia | 1   | 1       | 2      | 4      |
| 5      | Spagna  | 0   | 2       | 0      | 2      |
| 6      | Croazia | 0   | 0       | 1      | 1      |
| Totale | Totale  | 12  | 12      | 24     | 48     |